# Lauria reischuetzi
Lauria reischuetzi is een slakkensoort uit de familie van de Lauriidae. De wetenschappelijke naam van de soort is voor het eerst geldig gepubliceerd in 1985 door Falkner.